# 许中明
许中明（1929年—2002年），男，江西九江人，中国电视技术专家，曾任广播电影电视部高级工程师，第五、六、七、八届全国政协委员。